# Werner Marchand

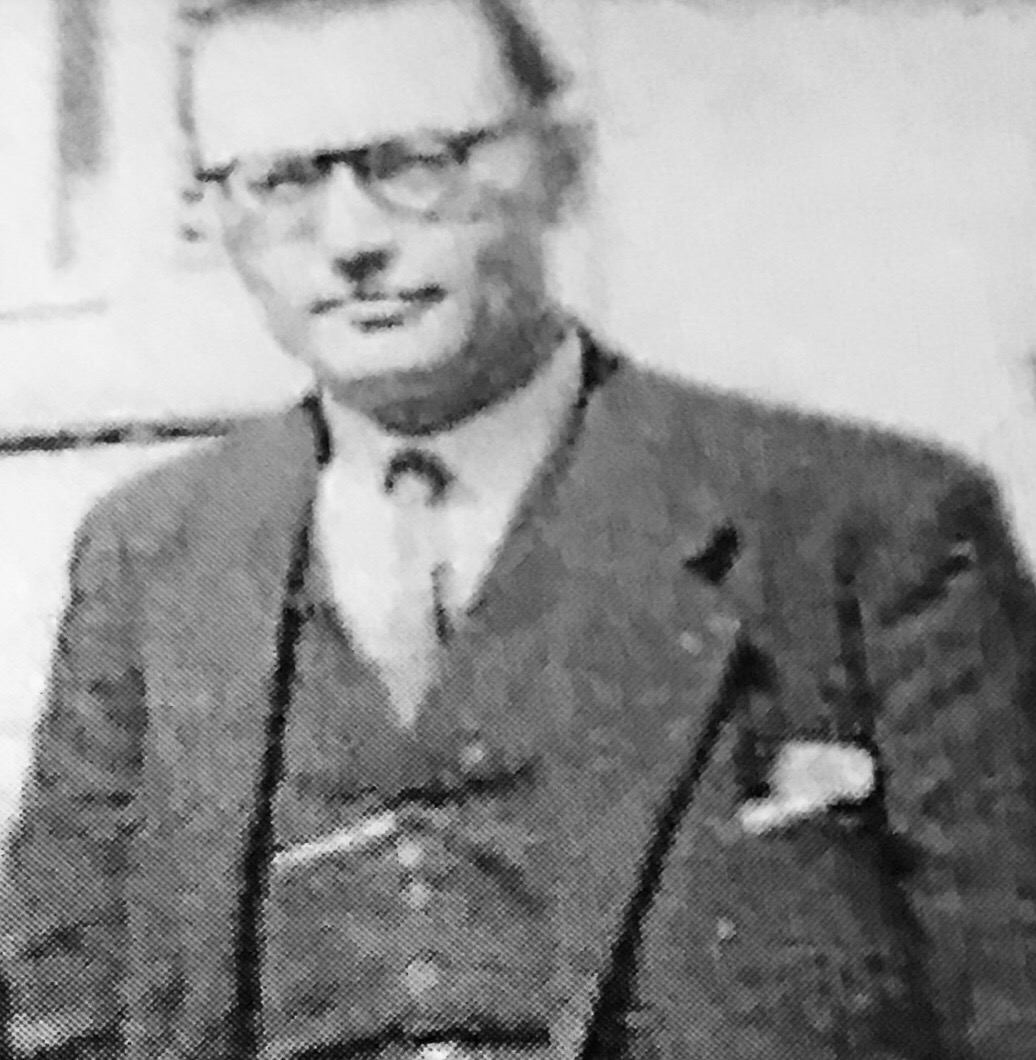
Werner Marchand in 1947

Werner Marie Joseph Ghislain Marchand (Opprebais, 26 april 1911 - Chastre, 14 december 1981) was een Belgisch volksvertegenwoordiger.

## Levensloop
Marchand bekleedde functies in het bedrijfsleven. Hij stelde zich op als eerste opvolger op de UDB-lijst voor het arrondissement Nijvel. Dit gebeurde bij de eerste naoorlogse wetgevende verkiezingen in 1946, waaraan de UDB, als nieuwe partij, voor het eerst deelnam. Het werd een fiasco, bij zo ver dat de nieuwe partij, die het zich heel anders had voorgesteld, zichzelf gewoon ontbond.
Er was wel één zetel gewonnen en wel door apparentering, in het arrondissement Nijvel. Degene die de zetel had gewonnen, Paul Michel Lévy, vond het niet de moeite in de Kamer als enkeling en vertegenwoordiger van een verdwenen partij te gaan zetelen.
De eerste opvolger Marchand dacht er anders over en hij nam het mandaat op en zetelde tot in 1949. Van 1947 tot 1949 was hij zelfs ondervoorzitter van de Kamer.
De wetgevende verkiezingen van 1949, waarbij hij geen kandidaat meer was, betekenden het einde van zijn parlementaire loopbaan.
Hij was wel, ook in 1946, verkozen tot gemeenteraadslid en in 1947 tot burgemeester van de fusiegemeente Chastre-Villeroux-Blanmont, later Chastre, een ambt dat hij gedurende meer dan dertig jaar bekleedde. Zijn zoon, Bernard Marchand (1944), werd in 1995-2001 eveneens burgemeester van Chastre.
In Chastre is er een Avenue Werner Marchand.